# Unbelievers
„Unbelievers” (jap. アンビリーバーズ Anbirībāzu) – czwarty singel japońskiego piosenkarza Kenshiego Yonezu, wydany w Japonii 2 września 2015 roku przez Universal Sigma.
Singel został wydany w trzech edycjach: regularnej (CD) i dwóch limitowanych („Live Photobook-ban” oraz „Special Package-ban”). Zadebiutował na 4. pozycji tygodniowej listy Oricon Singles Chart i pozostał na niej przez 11 tygodni. Sprzedał się w nakładzie 32 162 egzemplarzy fizycznych.

## Lista utworów
Wszystkie utwory zostały napisane, skomponowane i zaaranżowane przez Kenshiego Yonezu.
| CD | CD                                           | CD      |
| Nr | Tytuł utworu                                 | Długość |
| -- | -------------------------------------------- | ------- |
| 1. | „Unbelievers” (jap. アンビリーバーズ)        | 4:46    |
| 2. | „Tabibito dentō” (jap. 旅人電燈)             | 4:22    |
| 3. | „Kokoro ni kudamono” (jap. こころにくだもの) | 4:06    |

## Notowania
| Lista                             | Pozycja |
| --------------------------------- | ------- |
| Oricon Weekly Singles Chart       | 4       |
| Billboard Japan Hot 100           | 5       |
| Billboard Japan Hot Singles Sales | 3       |